# 8:3-Fluortelomercarbonsäure
Die 8:3-Fluortelomercarbonsäure (2H,2H,3H,3H-Perfluorundecansäure) ist eine chemische Verbindung aus der Gruppe der Fluortelomercarbonsäuren und damit der per- und polyfluorierten Alkylverbindungen (PFAS).

## Vorkommen
8:3-Fluortelomercarbonsäure wurde als Verunreinigung in der Umwelt nachgewiesen.

## Gewinnung und Darstellung
8:3-Fluortelomercarbonsäure kann aus 1-Brom-1H,1H,2H,2H-perfluordecan gewonnen werden.

## Eigenschaften
8:3-Fluortelomercarbonsäure ist ein farbloser kristalliner Feststoff.

## Regulierung
Da die 2H,2H,3H,3H-Perfluorundecansäure eine Perfluorheptylgruppe enthält und damit die Definition eines PFOA-Vorläufers laut Stockholmer Übereinkommen sowie EU-POP-Verordnung erfüllt, unterliegt der Stoff einem weitreichenden Verbot.